# حزب ایران
حزب ایران یکی از احزاب ملی‌گرا، جمهوری‌خواه با اندیشه سوسیال دموکرات و از احزاب تشکیل دهنده جبهه ملی ایران است. با درگذشت دکتر باقر قدیری اصل این حزب در حال حاضر دبیرکل ندارد و توسط کمیته مرکزی و به صورت شورایی اداره می‌شود.

## تاریخچه
در سال ۱۳۲۲ پس از اینکه کانون مهندسین توانست با حمایت از مهندس فریور در مجلس یک نماینده کسب کند انگیزه ایجاد حزب در این گروه ایجاد گردید که در نهایت در سال بعد توسط بنیان‌گذاران این مجموعه تبدیل به یک حزب ملی‌گرا با ایدئولوژی سوسیال دموکرات شد. حزب ایران در ۱۵ اردیبهشت ماه ۱۳۲۳ رسماً فعالیت‌های خود را شروع کرد.

### بنیانگذاری
اولین گروه تشکیل دهنده حزب ایران عبارت بودند از احمد زیرک‌زاده، کاظم حسیبی، حسین مکی، نظام‌الدین موحد، مرتضی مصور رحمانی، غلامعلی فریور، عبدالحمید زنگنه، حسین صدر، ناصر معتمد، عباس گزیده پور، علیقلی بیانی، امیر پایور، محسن عطایی، شمس‌الدین جزایری، رحیم عطایی، مظفر عطایی‌زاده، محسن نصر، خان‌بابا ایروانی، کمال‌الدین جناب، نعمت‌اللهی، احمد زنگنه، صادق رضازاده شفق، ارسلان خلعتبری.
پس از تشکیل حزب ایران احمد زیرک‌زاده از سوی اعضا و مؤسسان به عنوان اولین دبیرکل حزب انتخاب شد و روزنامه شفق به مدیریت رضازاده شفق به عنوان ارگان حزب ایران منتشر شد.

## امتیاز نفت شمال
در سال ۱۳۲۳ کافتارادزه معاون وقت کمیساریای خارجهٔ شوروی، از دولت ایران واگذاری امتیاز نفت شمال را به دولت متبوع خود خواستار شد که مورد پشتیبانی حزب توده قرار گرفت. حزب ایران بنا بر تجربه واگذاری امتیاز نفت جنوب به انگلستان و سیاست استقلال خود واگذاری امتیاز نفت را به هر کیفیت به یک دستگاه خارجی مضر به حال مملکت تشخیص داده، نظر خود را دایر بر لزوم اجتناب از چنین سودای زیانبخشی به وسیلهٔ قطعنامهٔ حزب به اطلاع عامه و مسئولان امور حکومت رسانید و صریحاً با این امر مخالفت ورزید.

ماده اول قطعنامه که در شماره ۱۴ روزنامه شفق ارگان حزب ایران مورخ ۶ آذر ۱۳۲۳ منتشر شده‌است از این قرار است:

حزب ایران معتقد است که در شرایط حاضر هیچ گونه امتیازی به هیچ‌یک از دول یا شرکت‌های بیگانه برای منطقه معینی داده نشود و به‌طور کلی استخراج نفت ایران در نقاط استخراج نشده (حتی در نقاط استخراج شده که بر خلاف میل ملت ایران امتیاز آن واگذار گردیده) در اولین فرصت بایستی به وسیله شرکتی انجام شود که لااقل ۵۱ درصد از سهام آن متعلق به دولت ایران و ۴۹ درصد بقیه بین دول بزرگ استخراج کنندهٔ نفت دنیا حتی الامکان به‌طور تساوی قسمت شود.این حزب در سرمقاله شماره ۱۵ روزنامه شفق مورخه ۱۳ آذر ۱۳۲۳ با انتشار بخشی از نطق مصدق در مجلس شورای ملی از طرح ایشان مبنی بر تحریم مذاکره برای دادن امتیاز نفت از طرف دولت ایران پشتیبانی می‌کند. 

## ائتلاف‌ها و انشعابات
حزب ایران در دوره‌های مختلف با احزاب گوناگون یمانند خداپرستان سوسیالیست، حزب میهن پرستان ادغام شده و در برخی از موارد احزاب مانند ایران نوین از این حزب جدا شده‌اند. همچنین حزب ایران از احزاب تشکیل دهنده جبهه ملی ایران در سال ۱۳۲۸ می‌باشد.

### پیوستنحزب میهن‌پرستان (ایران)به حزب ایران
در خرداد ماه ۱۳۲۴ حزب میهن‌پرستان (ایران) به دبیرکلی کریم سنجابی و چند حقوقدان دیگر به حزب ایران پیوستند. حزب میهن پرستان که در شهرستان‌ها از جمله خراسان و گیلان شعباتی داشت با الحاق به حزب ایران موجب تأسیس چند شعبه حزب ایران در شهرستان‌ها و گسترش حزب شد.

### پیوستننهضت خداپرستان سوسیالیستبه حزب ایران
نهضت خداپرستان سوسیالیست، به رهبری محمد نخشب و حسین راضی در سال ۱۳۲۹ در جهت ایجاد یک حزب ملی سوسیال دموکرات در راستای کمک به جبهه ملی ایران می‌پیوندند. اعضای نهضت خداپرستان سوسیالیست در اولین کنگره پس از ان به مسئولیتهای مختلف انتخاب می‌شوند و در شهر شیراز موفق به ایجاد شعبه حزب ایران می‌گردند.
پس از پیوستن اعضای نهضت خداپرستان به حزب ایران حسین راضی به عضویت در شورای مرکزی حزب ایران انتخاب گردید. اما اختلافات پیش آمده در روش‌های اجرایی که بین اعضای نهضت و اعضای حزب ایران پیش آمد باعث گردید که این دو حزب ائتلافشان دوامی نداشته باشد.

### ائتلاف باحزب تودهوحزب دموکرات
به هنگام زمامداری قوام السلطنه این حزب با حزب توده و حزب دموکرات (حزب وابسته به احمد قوام) ائتلاف کرد. این ائتلاف در حقیقت در پی مذاکرات انجام شده بین شورای مرکزی کانون مهندسین ایران و سندیکای مهندسین و کارکنان فنی ایران (وابسته به حزب توده) و در پی اقدامات اولیه برای ایجاد جبهه واحد و ائتلاف احزاب آزادی‌خواه و ملی صورت می‌گیرد. ائتلاف احزاب آزادی‌خواه و ملی در شرایطی صورت عملی به خود گرفت که انتخابات کمیته مرکزی حزب ایران چند روز قبل از آن یعنی ۲۸ خردادماه ۱۳۲۵ صورت گرفته بود و اعضای کمیته سیاسی به این شرح انتخاب شده بودند: الله‌یار صالح - غلامعلی فریور - صادقی -کریم سنجابی - احمد زیرک‌زاده پس از این انتخابات رهبری حزب بر عهده الله‌یار صالح گذاشته می‌شود و حزب ایران در تاریخ ۹ تیرماه ۱۳۲۵ طی بیانیه‌ای ائتلاف خود را با حزب توده به صورت رسمی اعلام نمود که این ائتلاف حدود ۶ ماه بیشتر دوام پیدا نمی‌کند. در مقاله ای که مهندس موحد و مهندس بیانی دو تن از بنیان‌گذاران حزب ایران به مناسبت شصتمین سالروز تأسیس این حزب در ماهنامه حافظ منتشر کردند در این مورد می‌نویسند: 
در نتیجه وقایع آذربایجان و سوسیاست‌های دولت از نظر خارجی و روش‌های مدبرانه، حزب به مانور سیاسی دست زد و با حزب توده ائتلاف موقت کرد که برای بسیاری تعجب آور بود. این عمل یک اشتباه بزرگ تاکتیکی حزب ایران بود، چه روش سیاسی حزب همیشه فراغت و احتراز از بستگی به یک سیاست خارجی بود و ائتلاف با حزب توده هر چند تدبیر روز بود، ولی یک نوع شکست عهد تلقی می‌شد. (ولو به مدت کوتاه). این ائتلاف مشکلات زیاد و گرفتاری‌های زیادی برای حزب ایران به وجود آورد، اکثر اعضای حزب ترک ائتلاف را طالب بودند و مخالفین سرسخت که در جناح راست حزب بودند، جدا شدند و حزب دیگری به نام وحدت ایران تشکیل دادند که دیری نپایید. با تلاش سرسختانه اعضای حزب و حقیقت جویی و درک اعضا از موقعیت، حزب از پاشیدگی نجات یافت.

### انشعابحزب وحدت ایران
در سال ۱۳۲۵ پس از ائتلاف حزب ایران با حزب توده گروهی از اعضای حزب ایران به رهبری شمس‌الدین جزایری و تنی چند از دیگر مخالفان ائتلاف از آن حزب جدا شده و حزب وحدت ایران را تأسیس کردند.

### حزب ایران و ملی شدن صنعت نفت
این حزب همان‌طور که در جریان اعطای امتیاز نفت شمال به مبارزه با آن برخاست در ارتباط با امتیاز شرکت نفت جنوب نیز با شعار " باید صنعت نفت در سراسر ایران ملی اعلام گردد" به مقابله به آن پرداخت.

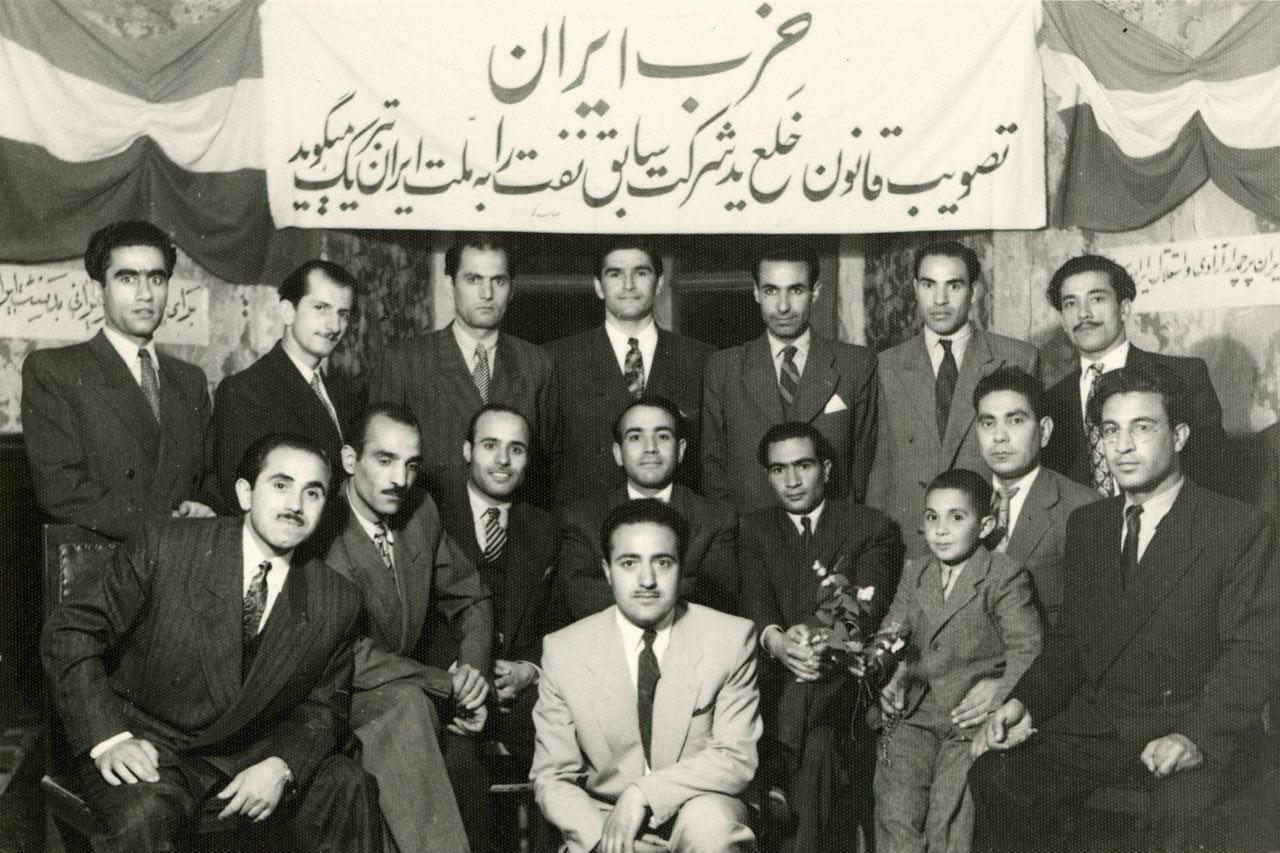
تعدادی از اعضای حزب ایران، "حزب ایران تصویب قانون خلع ید شرکت سابق نفت را به ملت ایران تبریک می‌گوید."

از این رو برای توضیح و تشریح عملیات حق شکنانه شرکت نفت ایران وانگلیس چه در دوره قرارداد دارسی و چه در مدت قرارداد ۱۹۳۱ کسب اطلاعات لازم بود و تحصیل این اطلاعات به علت جلوگیری شرکت سابق از نشر مطالب مربوط به نفت و اختفای حقایق این موضوع از نظر دولت و ملت ایران، جهت تهیه مقدمات و اطلاعات دقیق راجع به نفت کاظم حسیبی عضو شورای مرکزی حزب را مأمور به تحقیق و جمع‌آوری این اطلاعات کرد که نتایج هشت‌ماهه تحقیقات حزب ایران، موجب آن شد که هنگام طرح مسئله نفت در دوره پانزدهم مجلس شورای ملی، نطق مستدل و جامع و مستند به مدارک غیرقابل انکاری که شامل تجزیه و تحلیل دقیق و کامل قرارداد الحاقی گس- گلشائیان بود تهیه و برای قرائت در پشت تریبون مجلس شورای ملی در اختیار حسین مکی نماینده مجلس گذاشته شد که قرائت این نطق مفصل توسط مکی در آخرین روزهای عمر مجلس پانزدهم به اختتام آن دوره و عدم تصویب قرارداد الحاقی انجامید.

### تأسیس جبهه ملی ایران
پس از مشکلات به وجود آمده و تقلب‌های انجام شده در انتخابت اولیه دوره چهاردهم مجلس شورای ملی محمد مصدق در ۲۴ مهر ۱۳۲۸ (۱۳ اکتبر ۱۹۴۹) در اقدامی نمادین با همراهی هزاران نفر از منزل خود تا کاخ سلطنتی راهپیمایی کرده در دیدار با عبدالحسین هژیر، به همراه بیست سیاستمدار مخالف خواستار توقف مداخله شاه و ممانعت او از انتخابات آزاد شدند. بعد از سه روز تحصن مخالفان و تضمین برگزاری انتخابات آزاد با خروج از کاخ شاه به صورت رسمی جبهه ملی تشکیل شد.
هیئت مؤسس جبهه ملی ۱۹ نفر بودند که عبارت‌اند از: محمد مصدق، احمد ملکی (مدیر روزنامه ستاره)، محمدحسن کاویانی، کریم سنجابی، احمد زیرک‌زاده، عباس خلیلی (مدیر روزنامه اقدام)، ابوالحسن عمیدی نوری (مدیر روزنامه داد)، سید علی شایگان، شمس‌الدین امیرعلائی، سید محمود نریمان، ارسلان خلعتبری، غروی، ابوالحسن حائری‌زاده، حسین مکی، مظفر بقائی، عبدالقدیر آزاد، محمدرضا جلالی نائینی (مدیر روزنامه کشور)، حسین فاطمی، مشاراعظم.
حزب ایران پس از تشکیل جبهه ملی ایران به این مجموعه پیوست و به عنوان ستون اصلی و گروه تکنوکرات جبهه ملی معرفی می‌شد. حزب ایران از احزاب اصلی تشکیل دهنده جبهه ملی ایران محسوب می‌شود.

### طرح انحلال
در بهمن ماه ۱۳۳۵ حزب ایران، با صدور بیانیه ای حمایت خود را از دکترین آیزنهاور را اعلام کرد و این امر بااعتراض نمایندگان مجلس شورای ملی و سنا و برخی جراید حامی حکومت روبرو شد. در سال ۱۳۳۶ نمایندگان مجلس شورای ملی طرحی را مبنی بر غیرقانونی شناختن حزب ایران به دلیل ائتلاف با حزب توده تهیه و به مجلس ارایه کردند. اگرچه کمیسیون دادگستری مجلس، حزب ایران را، به دلیل ائتلاف با حزب توده، غیرقانونی اعلام نمود، اما این طرح در مجلس به رای گذاشته نشد.

## اصول و اهم موارد در مرامنامه حزب ایران
- از لحاظ سیاسی: حفظ استقلال کامل کشور و پشتیبانی از اصول دموکراسی.
- از لحاظ اقتصادی: استقرار عدالت اجتماعی، کوشش در بهبود وضع مادی ملت از راه توسعه کشاورزی و صنعت و بهره‌برداری از جمیع منابع ثروت مملکت.
- از لحاظ اجتماعی: تهذیب اخلاق و تعمیم فرهنگ و تأمین بهداشت عمومی.[۲۶]

## نشریات

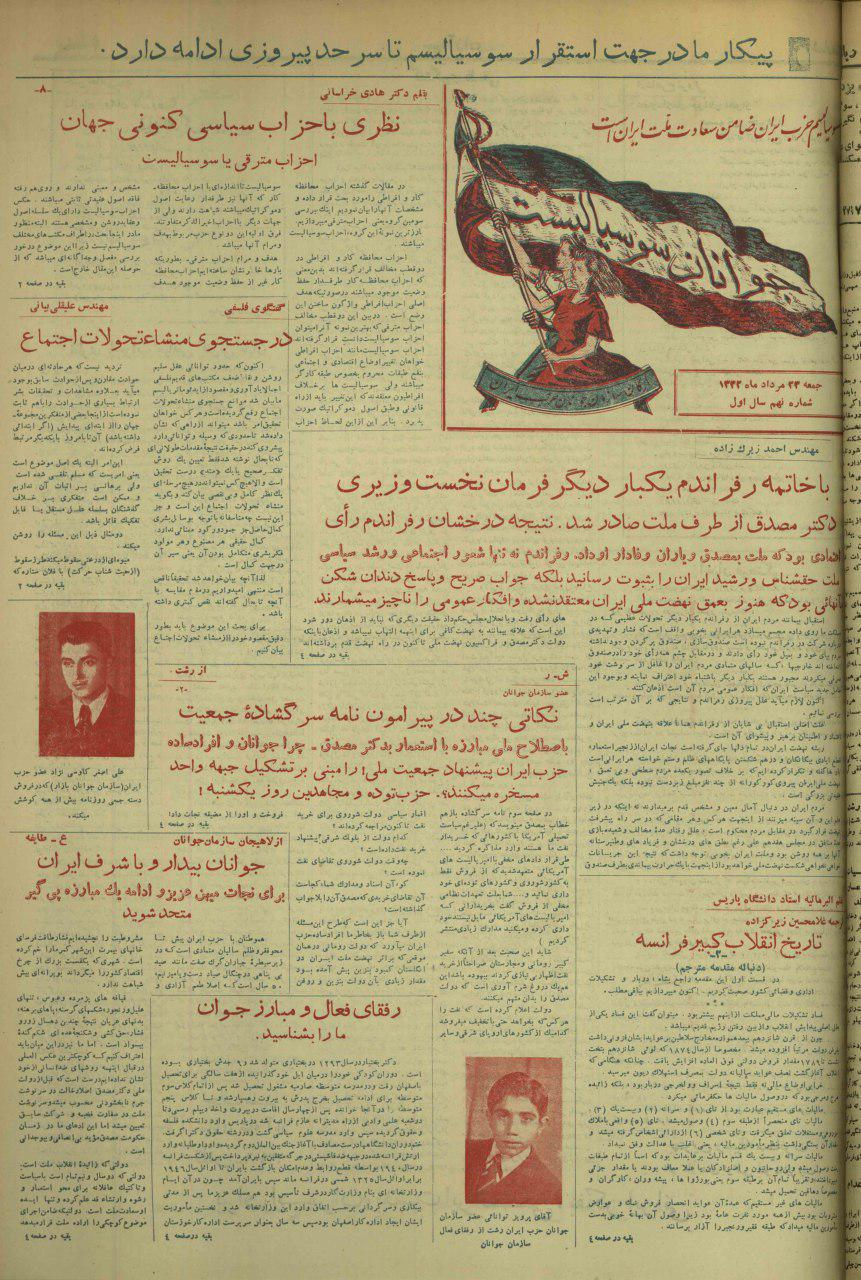
صفحهٔ نخست روزنامه جوانان سوسیالیست، یکی از ارگان‌های رسمی حزب ایران

حزب ایران در در طول دهه‌ها فعالیت خود دارای جراید مختلفی بوده که به عنوان ارگان رسمی حزب عالیت می‌کردند برخی از این نشریات عبارتند از:
شفق، جبهه آزادی و جوانان سوسیالیست
همچنین کمیته انتشارات حزب ایران به منظور تعلیم و گسترش عقاید حزبی اقدام به نشر جزوات و کتابچه‌های تعلیماتی می‌کرده که تعدادی از آن‌ها عبارتند از:

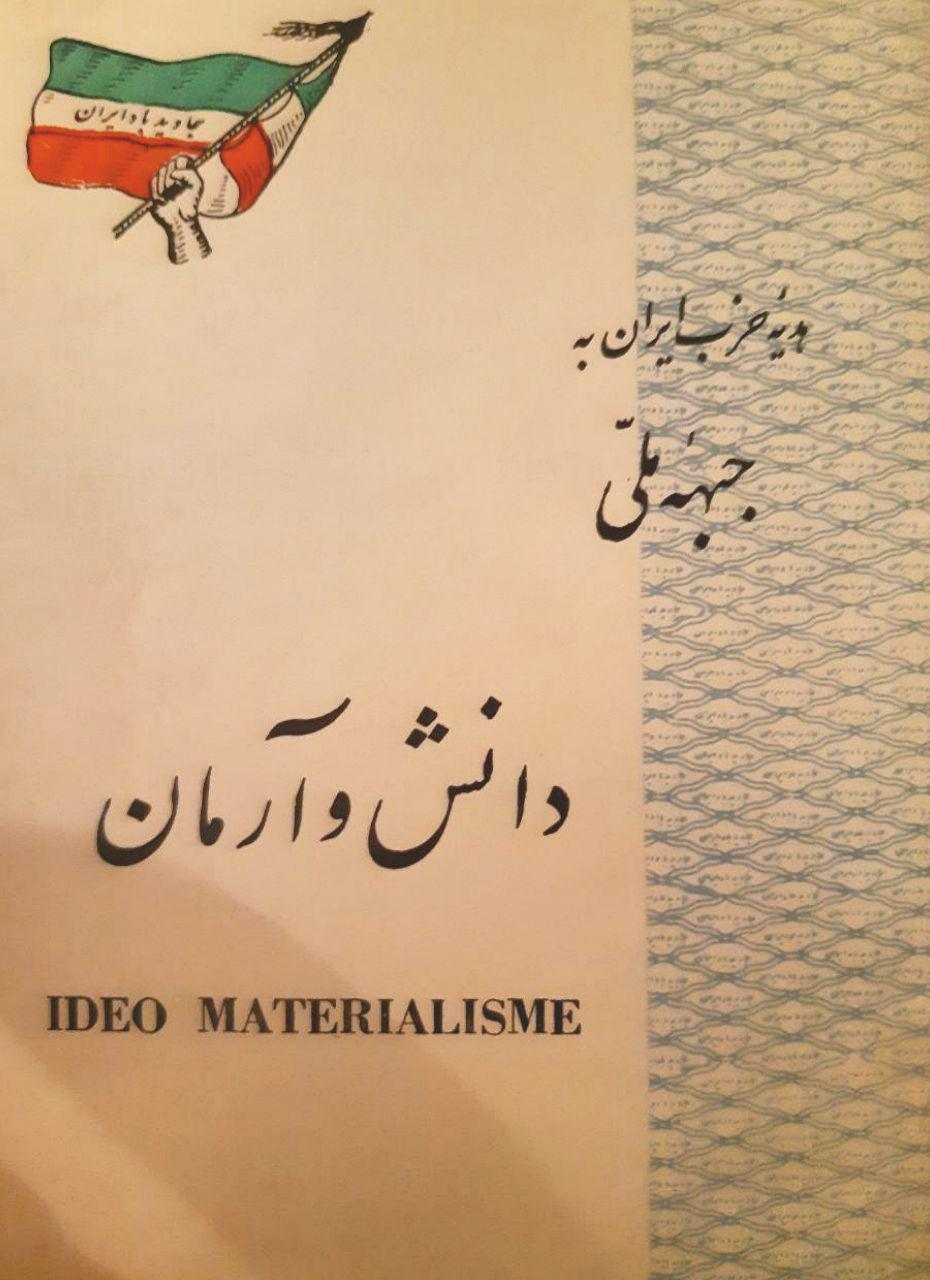
جزوه دانش و آرمان، هدیهٔ حزب ایران به جبههٔ ملّی ایران

- مرامنامه حزب ایران
- نظامنامه حزب ایران
- الفبای عقاید حزب ایران
- دموکراسی و استقلال
- بلای فقر و ظلم
- سوسیالیسم حزب ایران
- ما چه می‌خواهیم
- دانش و آرمان

## شرایط عضویت
شرایط عضویت در حزب ایران در سال ۱۳۲۵ عبارت اند از:
- ایرانی باشد
- مشهور به فساد اخلاقی و خیانت به کشور نباشد
- در هیچ‌یک از احزاب یا جمعیت‌های سیاسی دیگر عضو نباشد
- سن او کمتر از ۱۸ سال نباشد
- شیعه و مسلمان بودن

پس از ان در سال ۱۳۲۷ چند موضوع از شرایط عضویت تغییر یافت. نخست شرط سنی از شرایط عضویت حذف شد و ایرانی بودن بر اساس تابعیت دولت ایران محسوب شد. همچنین از میان اقلیت‌های مذهبی اجازه عضویت ایرانیان زرتشتی به عنوان عضو میسر شد و شرط عدم عضویت در احزاب و سازمان‌های سیاسی دیگر و پرداخت حق عضویت طبق مقررات حزبی و معرفی از طرف ۲ نفر دیگر از اعضای حزب به این شرایط اضافه گردید.

## دبیران حزب
- غلامعلی فریور
- احمد زیرک‌زاده
- الله‌یار صالح
- کریم سنجابی
- علی‌قلی بیانی
- شاپور بختیار (برکناری از سمت دبیرکلی حزب پس از قبول نخست‌وزیری در دی ماه ۵۷)[۲۹]
- ابوالفضل قاسمی
- نظام‌الدین موحد
- باقر قدیری‌اصل

## شخصیت‌ها
1. ابوالفضل قاسمی
2. احمد زیرک‌زاده
3. ادیب برومند
4. اصغر پارسا
5. اللهیار صالح
6. باقر قدیری‌اصل
7. باقر کاظمی
8. جهانگیر حق‌شناس
9. خسرو سعیدی
10. سید حسن امین
11. شاپور بختیار
12. علی اردلان
13. علیقلی بیانی
14. کاظم حسیبی
15. کریم سنجابی
16. کمال‌الدین جناب
17. مهدی آذر
18. ناصر فربد
19. نظام‌الدین موحد
20. جمشید میرعمادی
21. احمد مصدق
22. عبدالله معظمی
23. صادق رضازاده شفق
24. شمس‌الدین جزایری
25. مهدی آذر
26. غلامعلی فریور